# 皮德洛濟伊夫卡
50°16′12″N 34°53′1″E / 50.27000°N 34.88361°E
皮德洛濟伊夫卡（羅馬化：Pidloziivka）是位於烏克蘭東北部的村莊，由蘇梅州奧赫特爾卡區的切爾內奇奇納市鎮負責管轄。該村處於克里尼奇納河右岸，距離莫申卡和卡爾達什夫卡1公里。